# William Willis Garth
William Willis Garth, född 28 oktober 1828 i Morgan County, Alabama, död 25 februari 1912 i Huntsville, Alabama, var en amerikansk politiker (demokrat). Han var ledamot av USA:s representanthus 1877–1879. Garth tjänstgjorde som överstelöjtnant i sydstatsarmén i amerikanska inbördeskriget.
Garth är begravd på Maple Hill Cemetery i Huntsville.